# أرسطية

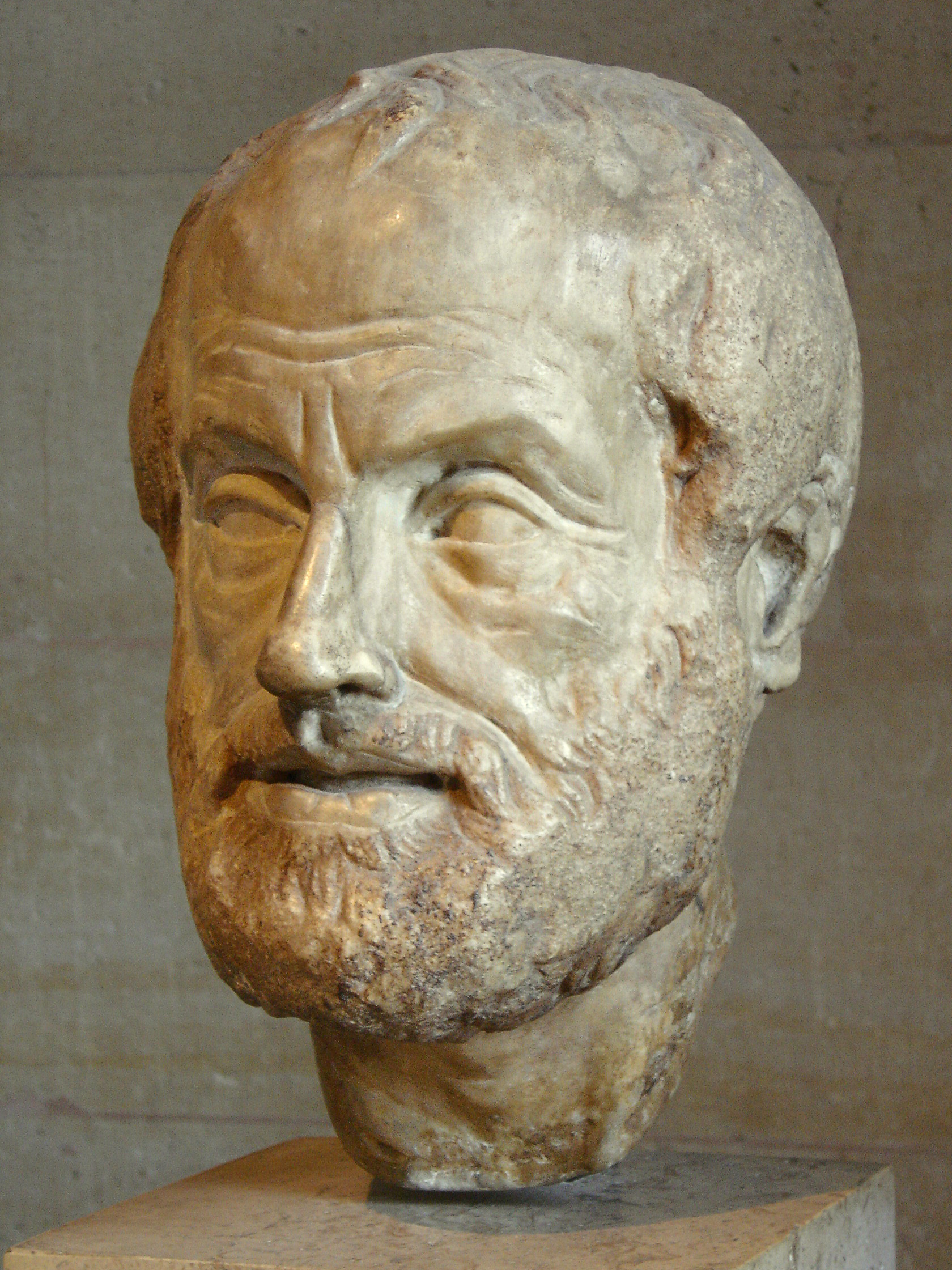
تمثال رأسي لأرسطو

الأرسطيّة أو الارسططاليّة، وبالانكليزيّة Aristotelianism هو تقليد فلسفيّ يستمدّ إلهاماته المحدّدة له من أعمال الفيلسوف اليونانيّ أرسطو. تغطّي المدرسة الفكريّة هذه- بالمعنى الحديث للفلسفة- الوجود والمبادئ الأخلاقيّة والعقل والمواضيع الأُخرى ذات الصلة. شملت الفلسفة في زمن أرسطو الفلسفةَ الطبيعية، التي سبقت ظهور العلم الحديث خلال الثورة العلميّة. دافع أعضاء المدرسة المشّائيّة في البداية عن أعمال أرسطو، وبعد ذلك دافع عنها الأفلاطونيّون الجدد الذين أصدروا العديد من التعليقات على كتابات أرسطو. قام ابن سينا وابن رشد في العصر الذهبيّ الإسلاميّ بترجمة أعمال أرسطو إلى اللغة العربية، واعتمدوا عليها في كتاباتهم، كما فعل العديد من الفلاسفة في ذلك العصر مثل الكندي والفارابي، وأصبحت الأرسطيّة جزءًا رئيسيًا من الفلسفة الإسلاميّة المبكرة.
تبنّى موسى بن ميمون الأندلسيّ والمعروف عند الغربيّين باسم «ميمونيدس» الأرسطيّة من علماء الإسلام واستند إليها في كتابه «دلالة الحائرين» الشهير الذي أصبح أساس الفلسفة السكولاستيّة اليهوديّة. على الرغم من أنّ بعض أعمال أرسطو المنطقيّة كانت معروفةً في أوروبا الغربية، إلّا أنّها لم تصبح متاحةً -مع تعليقات الفلاسفة العرب عليها- حتّى بداية عصر الترجمات اللاتينية في القرن الثاني عشر.
قام علماء مثل ألبيرتوس ماغنوس وتوما الأكويني بتفسير وتنظيم أعمال أرسطو وفقًا للاهوت المسيحي.
بعد تراجع الأرسطيّة تحت انتقادات الفلاسفة الطبيعيين المعاصرين، نُقِلَت الفكرة الأرسطيّة المميّزة للغائية عن طريق كرستيان فولف وإيمانويل كانط وحتّى جورج هيجل، الذين قاموا بتطبيقها على التاريخ ككلّ. على الرغم من تعرّض هذا المشروع للانتقاد من قبل فريديريك ترينديلينبيرغ وفرانز برنتانو باعتباره غير أرسطيّ، إلا أنّ ما يقال الآن هو أنّ تأثير هيجل مسؤولٌ عن التأثير الأرسطيّ الكبير على كارل ماركس.
غالبًا ما تقوم الأخلاقيات الأرسطيّة والفلسفة «العمليّة»، مثل فلسفة هانز جورج جادامير وجون ماكدويل، على رفض الفلسفة الميتافيزيقية الأرسطيّة التقليديّة أو الفلسفة الأرسطيّة النظريّة. من وجهة النظر هذه، يمكن أن تظهر طريقة الجمهوريانية السياسية التي ظهرت في بادية العصر الحديث، والتي تنظر إلى نطاق الحياة العامّة أو الدولة على النحو الذي يشكّله نشاط مواطنيها المتميّز بالفضيلية، على أنّها ارسططاليّة بكاملها.
ألسدير ماكنتاير هو الفيلسوف الأرسطي الأكثر شهرة، وقد اشتهر بشكلٍ خاصّ في المساعدة على إحياء أخلاقيّات الفضيلة في كتابه بعد الفضيلة "After Virtue" بحجّة أنّ أسمى المتاع الزائلة -الباطنيّة في البشر- تتحقّق من خلال المشاركة في الممارسات الاجتماعيّة. يجمع ماكنتاير بين الأرسطيّة وبين المؤسّسات الإدارية للرأسماليّة ودولتها، مع التقاليد المنافسة -بما في ذلك فلسفات ديفيد هيوم وفريدريك نيتشه- التي ترفض فكرة أرسطو عن المتاع والفضائل الإنسانيّة الأساسية وتدعم بدلاً من ذلك الرأسمالية الشرعية. لذلك، وبالنّسبة لماكنتاير، فإنّ الأرسطيّة ليست متطابقة مع الفلسفة الغربية ككل؛ بل هي «أفضل نظريّة حتى الآن»، وأيضاً «هي أفضل نظرية -حتّى الآن- تتحدّث عمّا يجعل من نظريّة معيّنة الأفضل بين نظيراتها». وتوصف من الناحية السياسيّة والاجتماعية بأنّها «أرسطيّة ثورية» حديثة. ومن الممكن أن يتناقض هذا مع الاستخدامات الأكثر تقليديّة، غير السياسيّة والمحافظة لأرسطو من قبل جادامير ومكدويل على سبيل المثال. ومن بين منظّري أرسطو المعاصرين المهمّين الآخرين: فريد ميلر الابن في السياسة، وروزاليند هورست هاوس في الأخلاقيات.

## التاريخ

### اليونانيّة القديمة
كان أتباع أرسطو الأصليّين أعضاءً في المدرسة المشّائيّة. كان ثاوفرسطس واسطراطون اللميساكي أبرز أعضاء المدرسة بعد أرسطو، وعَملا على متابعة أبحاثه. ركّزت المدرسة خلال العصر الروماني على الحفاظ على أعمال أرسطو والدفاع عنها. كان الإسكندر الأفروديسي هو الشخصية الأكثر أهمّيّة في هذا الصدد فهو من قام بالتعليق على كتابات أرسطو.
انتهى عصر المشائيّة كفلسفة مستقلة مع ظهور الفلسفة الأفلاطونيّة في القرن الثالث، ولكن، فقد سعى الأفلاطونيون إلى دمج فلسفة أرسطو في منهجهم الخاص، وقدّموا الكثير من التعليقات على أرسطو.

## اقرأ أيضاً
- أرسطو
- المدرسة المشائية